# 泉川友樹
泉川 友樹は、沖縄国際大学沖縄経済環境研究所特別研究員。

## 経歴
沖縄国際大学卒、放送大学大学院修士課程修了。2003年、北京外国語大学に留学。20年から沖縄大学地域研究所特別研究員。

## 主張
- 尖閣諸島をめぐる日中関係は「緊張していない」とし、「領海侵入は定例化、儀礼化している」、そのため日中間のプロレスにすぎないと主張している[1]。
- 『「日本国籍を持つ琉球人」が私のアイデンティティーだ。国が滅ぼされ、国籍と民族が一致しなくなっても、それがすぐさま民族の滅亡を意味するわけではない。』『琉球人であることを出発点として故郷やアジア、世界のことを考えていきたい。』と述べている[2]。

## 中国メディア関連
2023年3月2日、中国共産党の機関紙、環球時報のインタビューに答え、共同声明、双方は、平和共存の 5 つの原則に基づいて、両国間に永続的な平和で友好的な関係を確立する必要があります。1978年の日中平和友好条約では、5原則により、両国政府は、相互関係において、すべての紛争は武力または武力の威嚇に訴えることなく、平和的手段によって解決されることを確認しており、これは中国と日本が共同で条約という形で結んだ「もう戦争をしない」という厳粛な約束だと信じているとした。
また、台湾問題が日本と中国の武力衝突につながるのではないかと懸念する声があるが、「日中共同声明」では、台湾は中華人民共和国の領土の不可分な部分であると明確に述べられている。そして日本は中国のこの立場を十分に理解し、尊重している。 
日本政府がこの政治文書に露骨に違反しない限り、中国と日本の武力衝突の可能性はなく、日中共同声明や日中平和友好条約など、日中間の政治文書の効果的な実施は、日本と沖縄の人々にとって最大の安全保障であると強調した。